# Море љубави (филм)
Море љубави (енгл. Sea of Love), је криминалистички мистеријски трилер филм из 1989. године у режији Харолда Бекера, а по сценарију Ричарда Прајса.
Главне улоге играју Ал Пачино, Елен Баркин, Џон Гудмен, Мајкл Рукер, Ричард Џенкинс, Пол Калдерон, Барбара Баксли и Патриша Бери.
Прича се односи на њујоршког детектива који покушава да ухвати серијског убицу, који проналази жртве кроз рубрику за самце у новинама.

## Радња
Френк Келер (игра га Паћино), детектив за убиства, човек је који пролази кроз кризу средњих година: осећа да стари, жена га је напустила, усамљен је и пита се да ли је добро искористио свој живот. Њему је додељен компликован случај убиства. Жртва је мушкарац који је убијен у кревету, а убица је највероватније жена. Док истражује убиство, Френк се повезује са детективом Шерманом Тоуијем (глуми га Гудман) који је радио на сличном случају и они истражују случај. Откривају да су две жртве повезане објављивањем огласа у часопису за самце. Стога се и они одлучују да дају оглас у часопису и упознају све жене које ће се јавити на оглас како би пронашли убицу. На основу отисака прстију на стаклу откривају могућег убицу. Потенцијални убица је жена, Хелен Кругер (коју глуми Баркин), али Френк осећа снажну привлачност према њој. Не поштујући полицијска правила, он ступа у емотивно-еротски однос са њом. Једном приликом, Френк је ужаснут проналазећи пиштољ у њеној торбици, али сазнаје да није прави, и онда ипак воде љубав. Френк затим проналази доказе који би могли да умешају Хелен у убиства и испитује је. Хелен не признаје да је она убица, али Френк је сигуран у то и тера је из куће. Затим, насилни човек по имену Тери, Хеленин бивши муж који је убијао мушкарце са којима је Хелен имала секс, улази у Френков стан. Он прети Френку пиштољем и тера га да легне на кревет и покаже му како је водио љубав са Хелен. Френк користи ово као прилику да разоружа Терија и да се бори са њим бацивши га кроз прозор и Тери умире. На крају филма, Френк се извињава Хелен и они су поново заједно.

## Улоге
| Глумац         | Улога                |
| -------------- | -------------------- |
| Ал Паћино      | детектив Френк Келер |
| Елен Баркин    | Хелен Кругер         |
| Џон Гудмен     | детектив Шерман Тоуи |
| Мајкл Рукер    | Тери Кругер          |
| Вилијам Хики   | Френк Келер старији  |
| Ричард Џенкинс | детектив Грубер      |
| Џон Спенсер    | поручник Лонго       |
| Мајкл О’Нил    | Рејмонд Браун        |
| Пол Калдерон   | Серафино             |
| Џин Кенфилд    | Страк                |
| Лери Џошуа     | Дарган               |